# Antoinette Legroing de La Maisonneuve
 (août 2019).
Si vous disposez d'ouvrages ou d'articles de référence ou si vous connaissez des sites web de qualité traitant du thème abordé ici, merci de compléter l'article en donnant les références utiles à sa vérifiabilité et en les liant à la section « Notes et références ».
Françoise Thérèse Antoinette Legroing de la Maisonneuve est une femme de lettres française née à Bruyères dans les Vosges le 11 juin 1764 et décédée à Paris le 12 mars 1837. Elle fut l'amie de Félicité de Genlis.

## Biographie
Elle est la fille de Charles Legroing, et de Barbe Françoise Doridant, mariés à Bruyères le 3 septembre 1754. Son père, capitaine aux grenadiers, s'illustre pendant la guerre de Sept ans.
Elle est chanoinesse du chapitre de Laveine (ou Lavesne). Puis elle émigre au moment de la Révolution. 
Elle rentre en France. Son œuvre vise principalement à l'éducation des jeunes personnes, soit dans des ouvrages pédagogiques ou des romans sentimentaux et moraux.
Elle est associée-libre de la Société linnéenne de Paris dès 1822.

## Œuvres
- Zénobie, reine d'Arménie, Londres, 1795 ; Paris, 1800.
- Essai sur le genre d'instruction le plus analogue à la destination des femmes, Paris, Charles Pougens, an 7, in-18 ; 2e. édit. Paris, Charles Pougens, an 10.
- Contes moraux,
- Clémence, roman moral, dans lequel les jeunes personnes dont le cœur serait engagé, trouveront des principes et des exemples utiles, Paris, Duprat, an 10, 3 vol. in-12.
- Retraite pour la première communion, À Paris : Chez l'auteur ; À Bruyères : De l'Imprimerie de la veuve Vivot, an xii (1804).
- L'Histoire des Gaules et de la France, depuis les temps les plus reculés jusqu'à la fin du règne de Hugues-Capet, ouvrage prévu en 3 volumes, inachevé, seuls les 9 premiers chapitres ont été publiés par Didot aîné, 1830.
- « d'excellents articles de littérature et de philosophie, des pièces de vers, des odes, des épîtres dues à un talent marqué pour la poésie » publiés dans le Mercure, l'Etoile et plusieurs autres journaux[7]